# Elaphoglossum ensiforme
Elaphoglossum ensiforme är en träjonväxtart som beskrevs av John T. Mickel. Elaphoglossum ensiforme ingår i släktet Elaphoglossum och familjen Dryopteridaceae. Inga underarter finns listade.